# Визовые требования для граждан Сент-Китса и Невиса
Визовые требования для граждан Сент-Китс и Невис — административные ограничения на въезд, налагаемые властями иностранных государств на граждан Сент-Китс и Невис. По состоянию на 23 августа 2024 года граждане Сент-Китс и Невис имели безвизовый доступ или доступ по прибытии (включая eTA) в 157 стран и территорий, что позволило паспорту Сент-Китс и Невис занять 23-е место, сравнявшись с паспортом Сент-Винсента и Гренадин и Уругвая по уровню свободы путешествий согласно Индексу паспортов. 

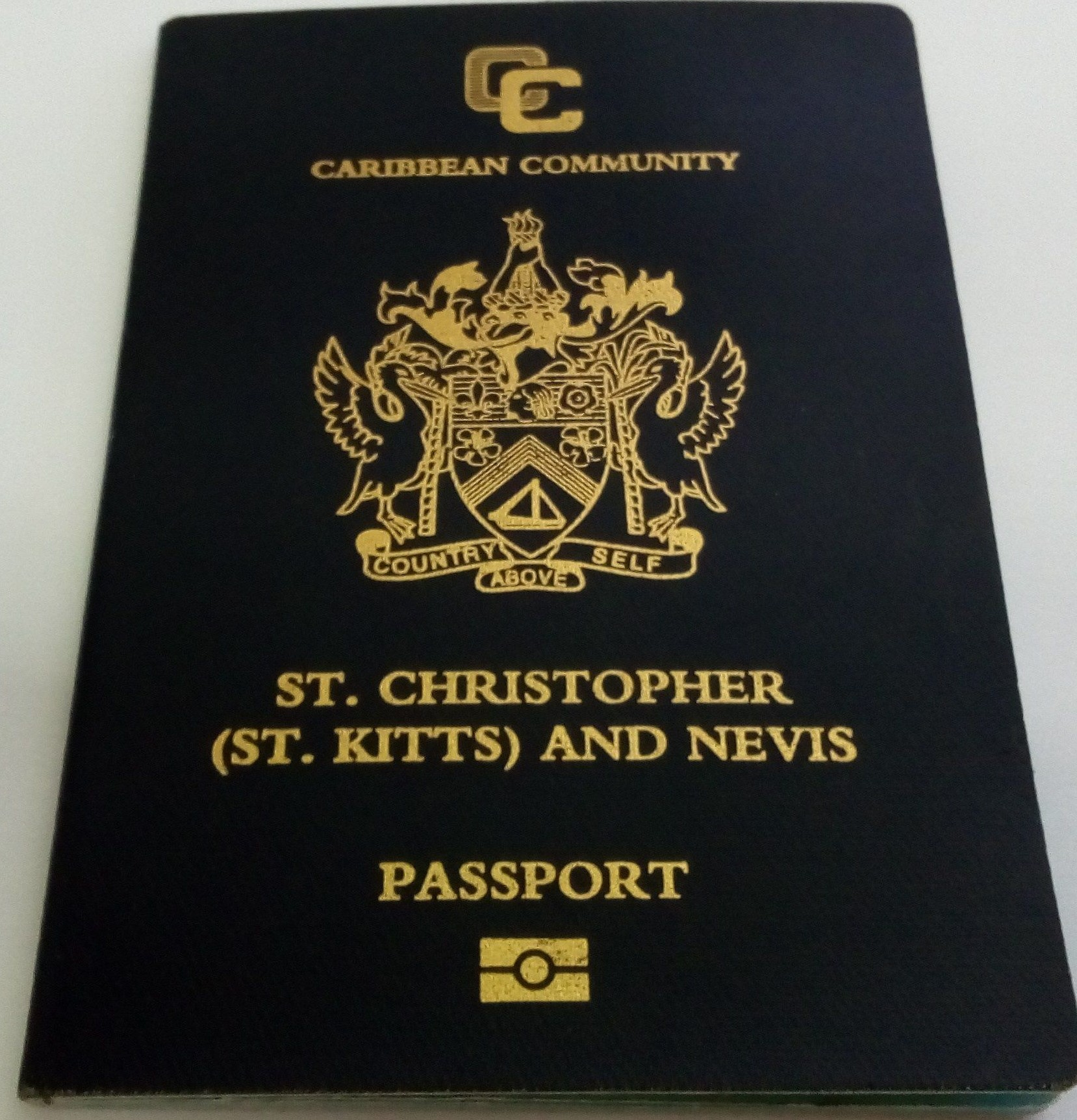
Паспорт Сент-Китс и Невис

## Визовые требования

Карта
Сент-Китс и Невис
Свобода передвижения
Безвизовый режим
Электронная виза
Визу можно получить как по прибытии, так и онлайн
Виза по прибытии
Требуется виза

## Консульская защита граждан за рубежом

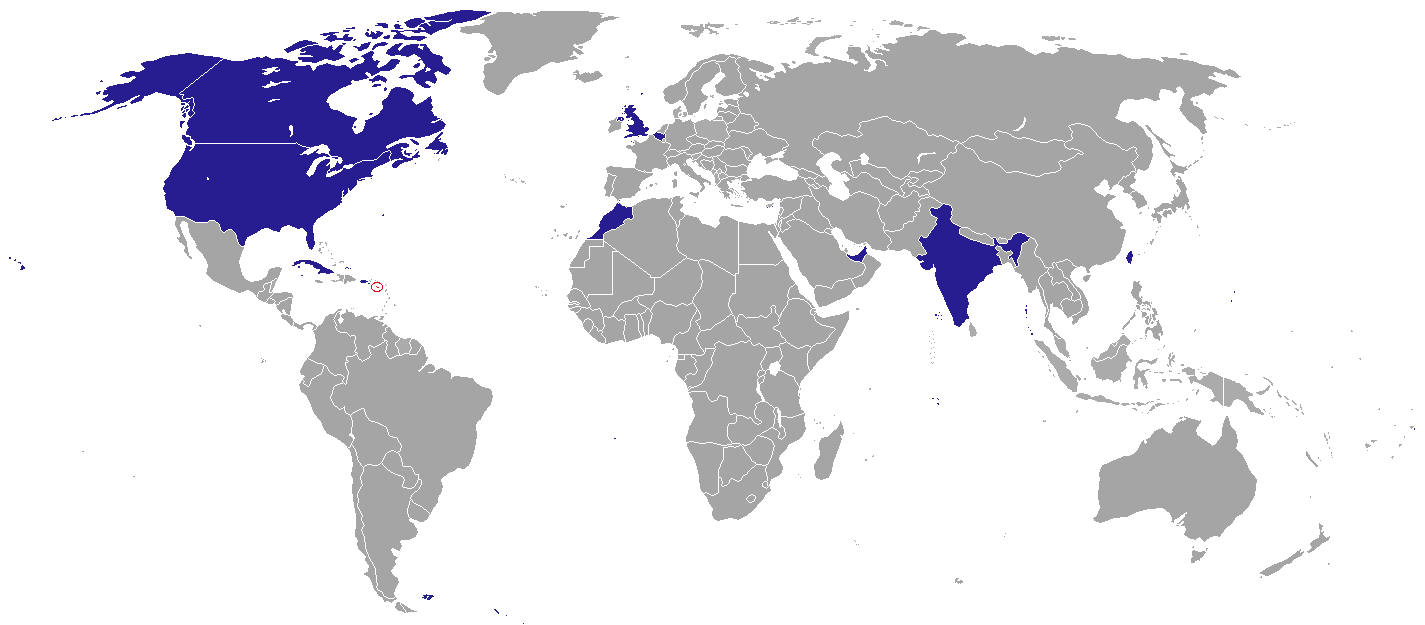
Дипломатические миссии Сент-Китса и Невис

Консульская защита граждан Сент-Китса и Невиса за рубежом ограничена из-за небольшого количества дипломатических представительств этой страны. Из-за ограниченности  гражданам может быть сложно получить помощь, в некоторых случаях вопросы могут решаться через дипмиссии других стран Британского содружества.
- США (Вашингтон, Лос-Анджелес, Нью-Йорк), Канада (Оттава), Ямайка (Кингстон), Тайвань (Тайбэй).

В России официальное представительство отсутствует.